# Tomoplagia incompleta
Tomoplagia incompleta
 es una especie de insecto del género Tomoplagia de la familia Tephritidae del orden Diptera. 
Samuel Wendell Williston la describió científicamente por primera vez en el año 1896.